# Ida van Boulogne

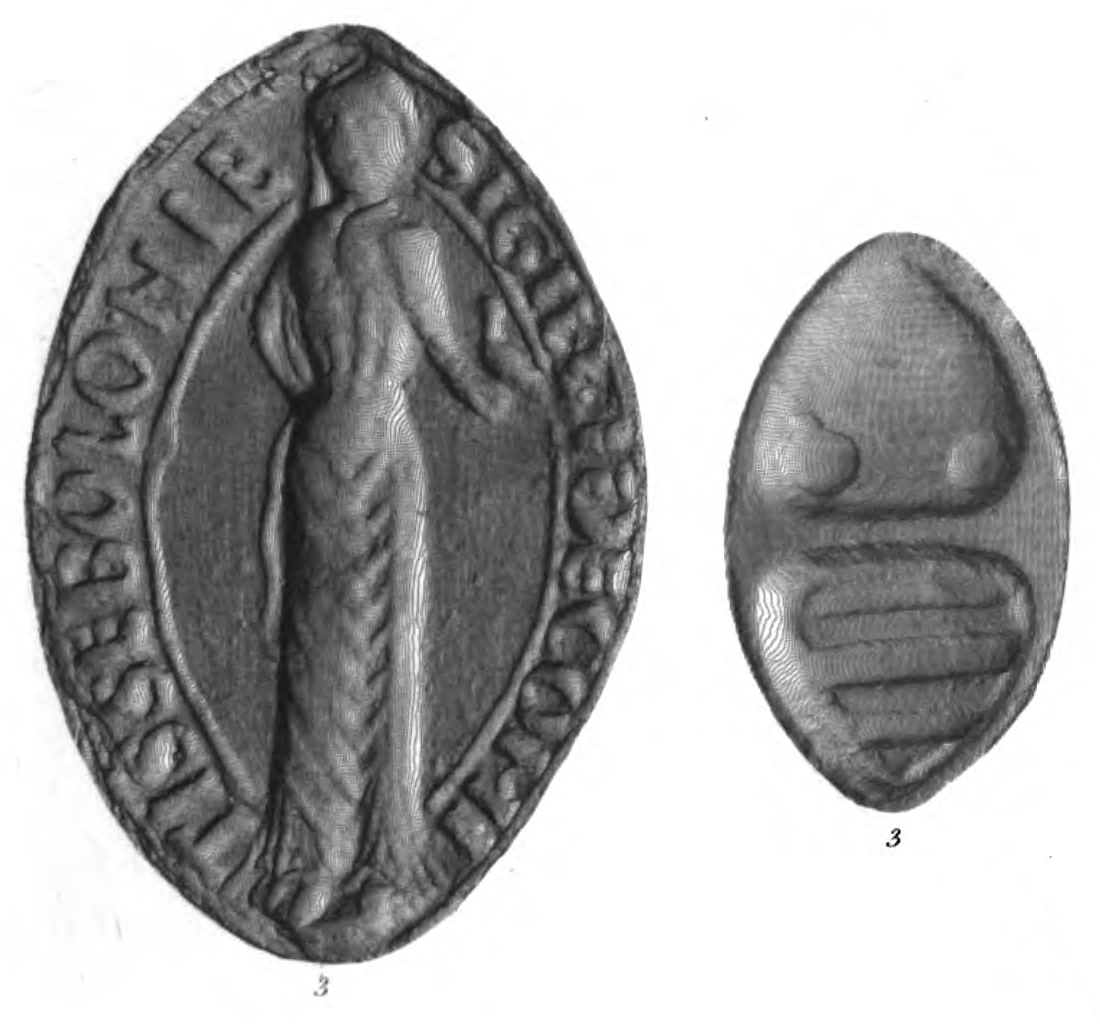
Ida van Boulogne op een zegel

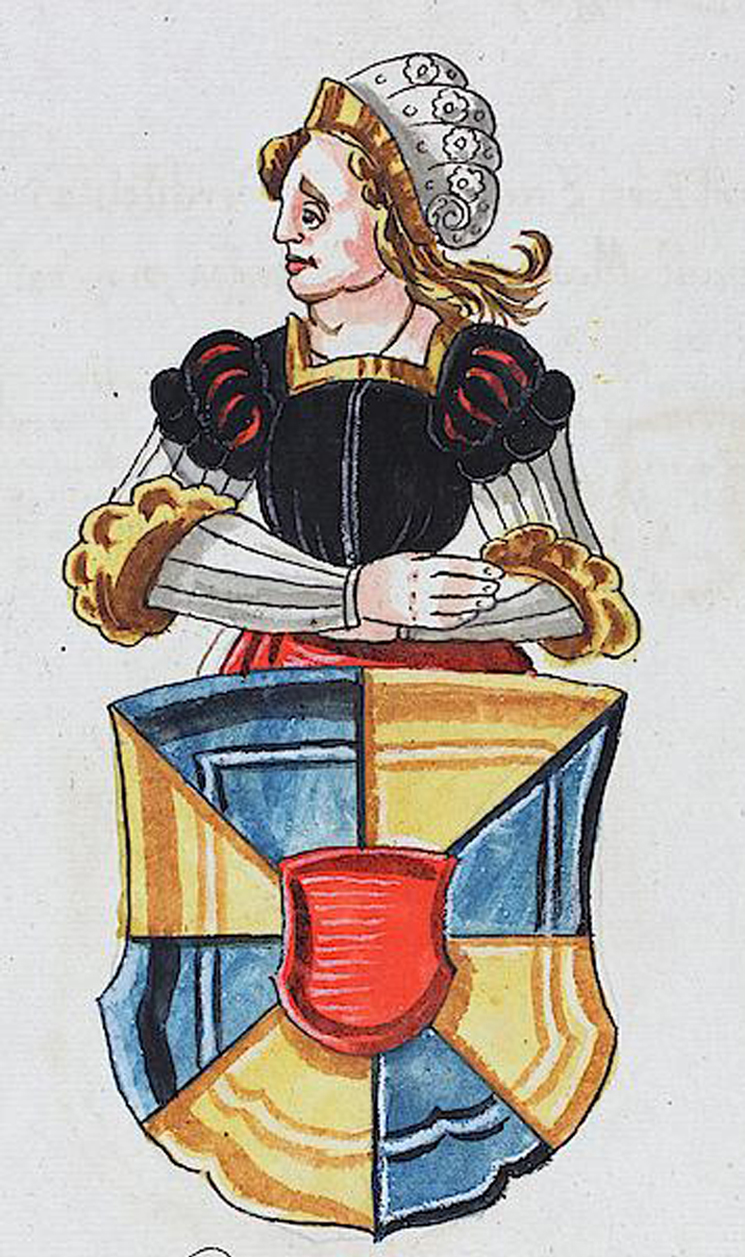
Fantasieportret in een Duitse kroniek van 1797-98

Ida van Boulogne (ca. 1160 – 1216) was van 1173 tot haar dood suo jure gravin van Boulogne.

## Leven
Ida was de oudste dochter van Mathias van de Elzas en Maria van Boulogne. Haar jongere zus was Machteld. Het huwelijk van hun ouders werd in 1170 door de paus nietigverklaard omdat hun moeder Maria door hun vader Mathias uit een abdij was geschaakt. Maria keerde terug tot het nonnenleven, maar Mathias, die enkel jure uxoris graaf was geworden, bleef regeren tot hij in 1173 sneuvelde. Ida volgde hem op in naam, zij het aanvankelijk onder de voogdij van haar moeder, die terugkeerde uit de abdij van Sainte-Austreberthe. De werkelijke heerser was Ida's oom, de Vlaamse graaf Filips van de Elzas.
In 1181 trouwde Ida met Gerard van Gelre. Het huwelijk was tot stand gebracht door Filips van de Elzas. Gerard stierf nog in hetzelfde jaar, waarna Ida in 1186 hertrouwde met hertog Berthold IV van Zähringen. Opnieuw stierf de man in het eerste huwelijksjaar. Na enkele lustige jaren liet Ida in 1190 haar oog vallen op Arnoud van Ardres, wiens erfdeel het graafschap Guînes was. De Vlaams-Engelse sympathieën van Arnoud waren niet naar de zin van de Franse koning Filips Augustus, voor wie Boulogne belangrijk was. Hij spiegelde de edelman Reinoud van Dammartin een huwelijk met Ida voor, waarvoor hij dan wel zijn echtgenote zou moeten verstoten. Ida schijnt hier enige tijd in mee te zijn gegaan, maar merkend dat haar oom Filips zich ertegen verzette, keerde ze terug naar Arnoud. Vervolgens werd Ida net als haar moeder geschaakt. Reinoud van Dammartin, die tenslotte zijn vrouw had verstoten, ontvoerde haar naar het afgelegen kasteel Rista in Homécourt. Arnoud, die nog liefdesberichten kreeg van Ida, reed uit om haar te redden maar werd door vrienden van Reinoud gevat en opgesloten in Verdun. Volgens sommigen had Ida alsnog Reinoud verkozen en hem alles bekend. Hun huwelijk werd in 1191 gewettigd. Reinoud werd in 1192 graaf van Boulogne jura uxoris en in 1200 volgde hij zijn vader op als graaf van Dammartin.
Het volgende jaar namen Reinoud en Ida het kruis aan. Ontgoocheld zagen ze uiteindelijk af van deelname aan de Vierde Kruistocht, omdat andere kruisvaarders de ambitieuze Reinoud de leiding niet wilden geven.
Nadat Reinoud en Ida Boulogne van de Vlaamse naar de Franse invloedssfeer hadden gebracht, nam Reinoud vanaf 1211 meer afstand van de Franse koning. Hij weigerde te verschijnen in een geschil met graaf-bisschop Philippe de Dreux en zocht in 1212 toenadering tot Jan zonder Land. Dit bracht hem in het Engels-Duitse kamp tijdens de Slag bij Bouvines (1214). Reinoud werd door de winnende Fransen gevangen genomen en zou geen vrijheid meer kennen. Ida trok zich terug in de Nonnebosabdij van Zonnebeke, waar ze op 55-jarige leeftijd stierf (kort na 21 april 1216). Haar lichaam werd begraven in de Notre-Dame van Boulogne. Het graf ging teloor toen de Engelsen de stad veroverden en plunderden in 1544.
Het enige kind van Ida en Reinoud, Mathilde (1202-1259), werd in 1218 door Filips Augustus uitgehuwelijkt aan zijn zoon Philippe Hurepel de Clermont.

## Literair patronage
Ida en Reinoud gaven blijk van belangstelling in Franse literatuur. Een dichter Silvestre droeg een becommentarieerd Onzevader aan haar op. Van groter belang is de bewerking die de dichter Renaud maakte van de Enfances Godefroi, deel van de Zwaanriddercyclus (ca. 1197-1201). Waarschijnlijk kwam dit werk tot stand in opdracht van Ida en Reinoud.

## Voorouders
| Voorouders van Ida van Boulogne (1160-1216) | Voorouders van Ida van Boulogne (1160-1216)                                    | Voorouders van Ida van Boulogne (1160-1216)                                    | Voorouders van Ida van Boulogne (1160-1216)                               | Voorouders van Ida van Boulogne (1160-1216)                               | Voorouders van Ida van Boulogne (1160-1216)                                | Voorouders van Ida van Boulogne (1160-1216)                                | Voorouders van Ida van Boulogne (1160-1216)                                | Voorouders van Ida van Boulogne (1160-1216)                                |
| ------------------------------------------- | ------------------------------------------------------------------------------ | ------------------------------------------------------------------------------ | ------------------------------------------------------------------------- | ------------------------------------------------------------------------- | -------------------------------------------------------------------------- | -------------------------------------------------------------------------- | -------------------------------------------------------------------------- | -------------------------------------------------------------------------- |
| Overgrootouders                             | Diederik II van Lotharingen (1100–1168) ∞ Gertrudis van Vlaanderen (1080-1117) | Diederik II van Lotharingen (1100–1168) ∞ Gertrudis van Vlaanderen (1080-1117) | Fulco V van Anjou (1091-1143) ∞ Ermengarde van Maine (1096–1126)          | Fulco V van Anjou (1091-1143) ∞ Ermengarde van Maine (1096–1126)          | Stefanus II van Blois (±1045–1102) ∞ 1080 Adela van Engeland (1062-1137)   | Stefanus II van Blois (±1045–1102) ∞ 1080 Adela van Engeland (1062-1137)   | Eustaas III van Boulogne (±1058–1025) ∞ Maria van Schotland (1031-1083)    | Eustaas III van Boulogne (±1058–1025) ∞ Maria van Schotland (1031-1083)    |
| Grootouders                                 | Diederik van de Elzas (1100-1168) ∞ 1139 Sybille van Anjou (1116-1165)         | Diederik van de Elzas (1100-1168) ∞ 1139 Sybille van Anjou (1116-1165)         | Diederik van de Elzas (1100-1168) ∞ 1139 Sybille van Anjou (1116-1165)    | Diederik van de Elzas (1100-1168) ∞ 1139 Sybille van Anjou (1116-1165)    | Stefanus van Engeland (1096-1154) ∞ 1080 Mathilde van Boulogne (1105-1151) | Stefanus van Engeland (1096-1154) ∞ 1080 Mathilde van Boulogne (1105-1151) | Stefanus van Engeland (1096-1154) ∞ 1080 Mathilde van Boulogne (1105-1151) | Stefanus van Engeland (1096-1154) ∞ 1080 Mathilde van Boulogne (1105-1151) |
| Ouders                                      | Mattheüs I van de Elzas (1138-1173) ∞ 1160 Maria van Boulogne (1136-1182)      | Mattheüs I van de Elzas (1138-1173) ∞ 1160 Maria van Boulogne (1136-1182)      | Mattheüs I van de Elzas (1138-1173) ∞ 1160 Maria van Boulogne (1136-1182) | Mattheüs I van de Elzas (1138-1173) ∞ 1160 Maria van Boulogne (1136-1182) | Mattheüs I van de Elzas (1138-1173) ∞ 1160 Maria van Boulogne (1136-1182)  | Mattheüs I van de Elzas (1138-1173) ∞ 1160 Maria van Boulogne (1136-1182)  | Mattheüs I van de Elzas (1138-1173) ∞ 1160 Maria van Boulogne (1136-1182)  | Mattheüs I van de Elzas (1138-1173) ∞ 1160 Maria van Boulogne (1136-1182)  |

## Voetnoten
1. ↑  Henri Malo, Un grand feudataire, Renaud de Dammartin et la coalition de Bouvines. Contribution à l’étude du règne de Philippe-Auguste, Parijs, 1898, p. 11-41
2. ↑  Remco Sleiderink, De stem van de meester. De hertogen van Brabant en hun rol in het literaire leven (1106-1430) , 2003, p. 40-42